# Ужмино
Ужмино — деревня в Вельском районе Архангельской области. Относиться к муниципальному образованию «Ракуло-Кокшеньгское».

## География
Деревня расположена в 69 километрах на восток от Вельска на левом берегу реки Кокшеньга (приток Устьи) близ впадения в неё реки Ненюшка. Ближайшие населённые пункты: на юге деревня Рысцева Горка, на севере, на противоположенном берегу реки, деревня Ревдино.
Часовой пояс
Ужмино, как и вся Архангельская область, находится в часовой зоне МСК (московское время). Смещение применяемого времени относительно UTC составляет +3:00.

## Население
| 2002 | 2010 | 2012 | 2014 |
| ---- | ---- | ---- | ---- |
| 0    | ↗1   | →1   | →1   |

## История
Указана в «Списке населённых мест по сведениям 1859 года» в составе Вельского уезда Вологодской губернии под номером «2352» как «Ужеминская». Насчитывала 6 дворов, 26 жителей мужского пола и 22 женского.
В материалах оценочно-статистического исследования земель Вельского уезда упомянуто, что в 1900 году в административном отношении деревня входила в состав Чадромского сельского общества Леонтьевской волости. На момент переписи в селении Ужеминское находилось 12 хозяйств, в которых проживало 43 жителей мужского пола и 36 женского.